# Okahandja
Okahandja is een stad (Engels: municipality) in Namibië, 70 kilometer ten noorden van de hoofdstad Windhoek. De Herero's, een van de bevolkingsgroepen van het land, hebben een speciale band met Okahandja, omdat een aantal vroegere leiders daar begraven zijn.
Het ligt aan de spoorlijn tussen Swakopmund en Windhoek. De stad heeft 22.500 inwoners. In Okahandja komen de beide rivieren Okakango en Okamita samen.